# Salustiano Pintos
Salustiano Pintos (Yerbal Patos, Brasil, 5 de junio de 1905 - Montevideo, 1975 fue un escultor, pintor y escritor uruguayo. También fue escritor de décimas y cuentos. 

## Biografía
Siendo muy niño se radicó en Melo, Departamento de Cerro Largo en Uruguay. Desde 1963 residió en Montevideo donde empezó a trabajar la piedra de forma autodidacta.
Salustiano Pintos fue integrante del grupo de artistas uruguayos formado por Cyp Cristiali, Magalí Herrera, Lucho Maurente y Alberto Abdala , surgidos en las décadas del 60 y 70, al margen de los circuitos y estudios tradicionales: los singulares del arte.
Fue elegido para representar a Uruguay en las Bienales de San Pablo de 1957 y 1959.

## Obras
Sus obras están representadas en el Museo Nacional de Artes Visuales. También formaban de las obras dispuestas en el Parque de Esculturas que rodean el Edificio Libertad (esta obra se encuentra en paradero desconocido).